# Josef-Schoiswohl-Park

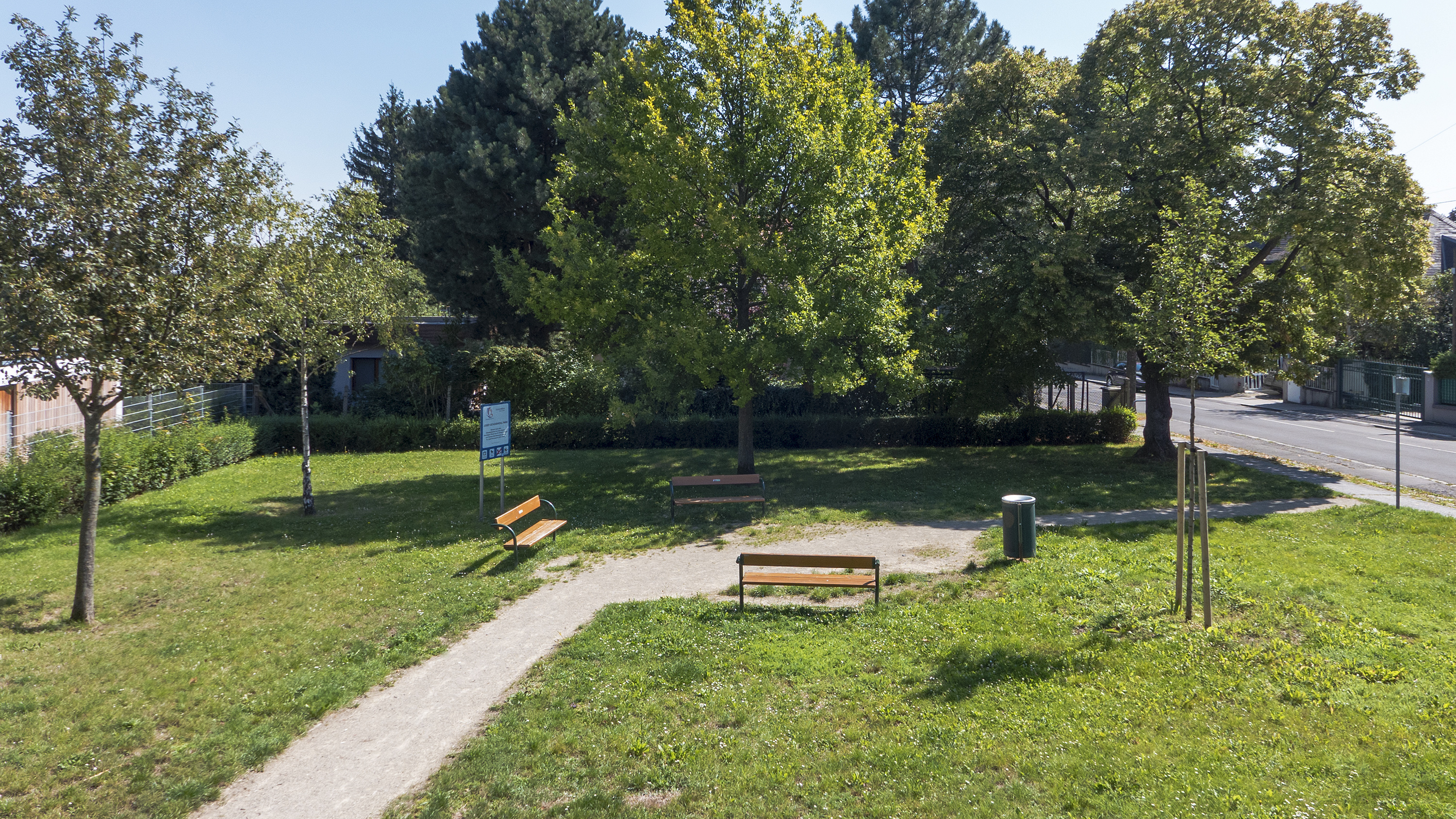
Josef-Schoiswohl-Park (2016)

Der Josef-Schoiswohl-Park ist ein Wiener Park im 23. Bezirk, Liesing.

## Beschreibung
Der Josef-Schoiswohl-Park ist ein ca. 850 m² großer Beserlpark in Liesing. Er liegt an der Kreuzung von Anton-Krieger-Gasse und Silvester-Früchtl-Gasse. Er dient als Kulisse für Dreharbeiten und kann über die Vienna Film Commission gebucht werden. Der Park hat neben Wiesenfläche und Baumbestand Sitzmöglichkeiten und einen kleinen Gehweg.

## Geschichte
Der Park wurde am 4. Juni 2002 vom Gemeinderatsausschuss für Kultur der Stadt Wien nach dem Diözesanbischof von Graz-Seckau, ehemaligen Pfarrer von St. Erhard in Mauer (1942–1949) und Dechant des Dekanates in Liesing, Dr. theol. Josef Schoiswohl (1901–1991), benannt. Er hieß zuvor Dr.-Karl-Lueger-Park. Diese Ehrung wurde Dr. Karl Lueger ebenso wie andere (z. B. Dr.-Karl-Lueger-Ring), aufgrund seiner antisemitischen Einstellung zeit seines Lebens, aberkannt. Dr. Karl Lueger trat unter anderem als Rechtspopulist mit Slogans wie Groß-Wien darf nicht Groß-Jerusalem werden in Erscheinung.